# Erinnyis cercyon
Erinnyis cercyon är en fjärilsart som beskrevs av Hermann Burmeister 1878. Erinnyis cercyon ingår i släktet Erinnyis och familjen svärmare. Inga underarter finns listade i Catalogue of Life.